# Amphiastrella kirkpatricki
Amphiastrella kirkpatricki är en svampdjursart som beskrevs av Arthur Dendy 1924. Amphiastrella kirkpatricki ingår i släktet Amphiastrella och familjen Iotrochotidae.
Artens utbredningsområde är havet kring Nya Zeeland. Inga underarter finns listade i Catalogue of Life.